# Colonisation espagnole de la Mésoamérique
La colonisation espagnole de la Mésoamérique a été menée en deux étapes : une première phase d'expéditions de conquête initiées et dirigées par Hernán Cortés entre 1519 et 1540, puis une deuxième phase de consolidation et d'extension du pouvoir espagnol et des coutumes européennes qui a duré jusqu'à la fin du XVIIe siècle avec la deuxième guerre du Tayasal. Cette colonisation espagnole a eu pour effet direct l'assimilation ou l'abandon plus ou moins partiel et progressif de nombreuses spécificités culturelles mésoaméricaines.

## En territoire maya
Conquête du Salvador (en)